# زنبور مخملی
زنبور مخملی (نام علمی: Bombus terrestris) که با نام‌های دیگری مانند خرزنبور دُم-نخودی (buff-tailed bumblebee) یا خرزنبور بزرگ خاکی (large earth bumblebee) هم شناخته می‌شود، یکی از پرشمارترین گونه‌های خرزنبوریان در اروپا است. این زنبور یکی از گونه‌های اصلی است که از آن برای گرده‌افشانی در گلخانه‌ها استفاده می‌شود از این رو به فراوانی ممکن است در جایی غیر از سرزمین مادری‌اش دیده شود.
زنبور ملکه از نوع تک همسری است یعنی تنها با یک زنبور نر جفتگیری می‌کند.

## ویژگی‌ها
زنبورهای مخملی گردهٔ گل‌ها را انبار می‌کنند و معمولاً از گرده‌ها و شهد گل‌ها تغذیه می‌کنند. زنبور ملکه بین ۲۰ تا ۲۲ میلی‌متر و زنبورهای نر بین ۱۴ تا ۱۶ میلی‌متر و زنبورهای کارگر بین ۱۱ تا ۱۷ میلی‌متر طول دارند. انتهای شکم زنبورهای کارگر سفید است آن‌ها درست همانند زنبورهای کارگر گونهٔ خرزنبوریان سفیددُم هستند. زنبورهای ملکه شکم (دُم) نخودی سفیدرنگی دارند. زنبورهای کارگر از دید بزرگی بسیار گوناگون‌اند بازهٔ بزرگی سینهٔ آن‌ها از ۲٫۳ تا ۶٫۹ میلی‌متر طول و سنگینی آن‌ها از ۶۸ تا ۷۵۴ میلی‌گرم است.

## پراکندگی
زنبور مخملی بیشتر در بخش‌های معتدل اروپا زندگی می‌کند اما از آنجایی که می‌تواند در شرایط مختلف زندگی کند، می‌توان آن‌ها را در خاور نزدیک، جزیره‌های مدیترانه‌ای و شمال آفریقا هم پیدا کرد. البته زنبورهایی که از گلخانه‌های کشورهایی غیر از زیستگاه‌هشان گریخته‌اند، در سراسر این کشورها پراکنده شده‌اند از این رو در برخی مناطق به عنوان گونهٔ مهاجم عمل می‌کنند. از جملهٔ این مناطق می‌توان به ژاپن، تاسمانی، آرژانتین و شیلی اشاره کرد.
کندوی این زنبورها معمولاً زیر زمین است برای نمونه، لانهٔ متروک جوندگان را به عنوان محل زندگی خود برمی‌گزینند. سازهٔ کندوی آن‌ها مانند یک شانه است که در هر سلول آن چند تخم گذاشته می‌شود. زنبور ملکه تخم‌ها را در هر سلول روی هم می‌چیند. هر کُلُنی بین ۳۰۰ تا ۴۰۰ زنبور دارد که زنبورهای کارگر آن در اندازه‌های مختلف‌اند.

## رفتار
زنبورهای کارگر جوان باید از پایین‌ترین سطح اجتماعی کلنی آغاز کنند و هرچه پیرتر می‌شوند می‌توانند به ملکه نزدیک‌تر شوند و کنار دست او خدمت کنند. برای نمونه در این هنگام زنبورهای کارگر اجازه دارند تخم‌ها را جابجا کنند و در کنش مستقیم با ملکه باشند. پس از آنکه زنبورهای کارگر با ملکه به جایگاه رقابتی برسند، زنبورهای کارگر خشن‌تر ملکه را سرنگون می‌کنند و زنبورهای کارگری که بیشتر بر محیط مسلط بودند و در جابجایی تخم‌ها موفق‌تر بودند احتمالاً جایگاه ملکه را بدست می‌گیرند که به آن «ملکهٔ دروغین» می‌گوییم. از این رو ملکه فاصله‌اش را با زنبورهای کارگر حفظ می‌کند تا بعدها زنبوری جایگاهش را بگیرد که برای کلنی مناسب‌تر است.

### جمع‌آوری غذا

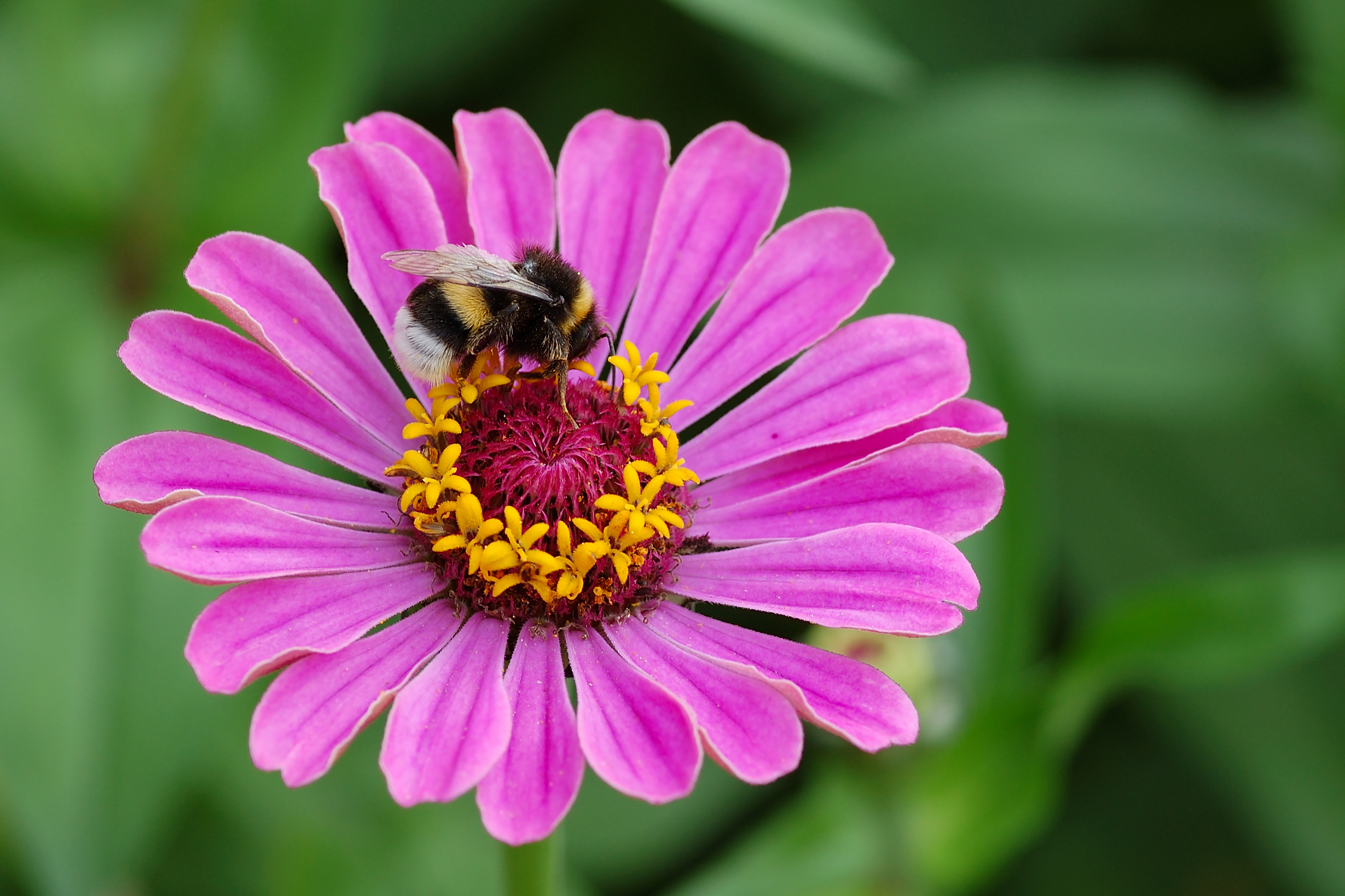
یک زنبور مخملی در حین جمع‌آوری گرده و شهد گل آهاری در باغ گیاه‌شناسی اپینال در شمالِ‌شرقی فرانسه.

زنبورهای مخملی بر روی گونه‌های مختلفی از گل‌ها می‌نشینند شلوغ‌ترین زمان کار آن‌ها سحرگاه بین ساعت ۷ تا ۸ است چون کم‌کم هوا رو به گرمی می‌رود و این زنبورها ترجیح می‌دهند هنگام جمع‌آوری گرده و شهد دمای هوا نزدیک به ۲۵ درجهٔ سانتیگراد باشد.

### تقسیم کار
زنبورهای بزرگ‌تر معمولاً در بیرون به دنبال غذا می‌گردند چون می‌توانند حجم گرده و شهد بیشتری را به لانه بیاورند همچنین در برابر هوای نامناسب این زنبورها قوی‌ترند همچنین آن‌ها می‌توانند راه‌های طولانی‌تری را برای پیدا کردن غذا پرواز کنند. زنبورهای کوچک‌تر هم به کارهای ساده‌تر درون لانه می‌پردازند مانند غذا دادن به نوزادان.

### تشویق دیگر زنبورها
زنبورهایی که موفق به یافتن غذا شده‌اند و به لانه بر می‌گردند مسئول فرستادن دیگر زنبورها به بیرون از لانه‌اند تا آن‌ها هم در جستجوی غذا باشند زنبورهای موفق به شکل فریبنده‌ای در لانه پرسه می‌زند بدون آنکه این پرسه زدن از الگوی خاصی پیروی کند، برخلاف رقص زنبورهای عسل که کاملاً هدفمند است، هدف از این پرسه زدن روشن نیست اما احتمالاً برای این است که زنبورهای دیگر با بوی جایی که غذا بوده آشنا شوند و به رفتن تشویق شوند. زنبورهایی که انبارهای غذایی ضعیف‌تری دارند نسبت به این پرسه زدن زنبورهای موفق بیشتر واکنش نشان می‌دهند اما اگر انبارها پر باشند آن‌ها ترجیح می‌دهند تا انرژی خود را صرف پرواز بیهوده نکنند.

### لانه‌سازی
وقتی یک زنبور از لانه خارج می‌شود می‌تواند تا فاصلهٔ ۹٫۸ کیلومتری دوباره لانهٔ خود را پیدا کند هرچند که ممکن است برگشت به لانه چند روز طول بکشد. احتمالاً آن‌ها نکته‌های برجسته و قابل توجه محیط را در خاطرشان نگه می‌دارند تا مسیر بازگشت را پیدا کنند. البته پژوهش دیگری نشان داده‌است که زنبورهای مخملی می‌توانند مسیر خانه را از فاصلهٔ ۱۳ کیلومتری هم پیدا کنند اما آن‌ها معمولاً تلاش می‌کنند که غذا را حداکثر در شعاع ۵ کیلومتری پیدا کنند و دورتر نروند. در پژوهشی که دقیق بر روی تک‌تک زنبورها صورت گرفته بود روشن شد که میانگین فاصله‌ای که زنبورها از لانه فاصله می‌گیرند ۶۶۳ متر است.
زنبورهای نر بیشتر از زنبورهای کارگر می‌توانند پرواز کنند احتمالاً به این دلیل که آن‌ها مسافت بیشتری را برای پیدا کردن جفت پرواز می‌کنند. آن‌ها می‌توانند بین ۲٫۶ تا ۹٫۹ کیلومتر از لانه فاصله بگیرند.

### یادگیری
زنبورهای عسل و زنبورهای مخملی بیشتر ترجیح می‌دهند به سراغ گل‌های زرد و آبی بروند. زمانی که آن‌ها هیچ آموزشی ندیده‌اند و تجربه‌ای در زمینهٔ یافتن شهد ندارند بر روی همهٔ گل‌ها بدون استثنا می‌نشینند اما با بدست آوردن تجربه کم‌کم در می‌یابند که چه گل‌هایی شهد و گردهٔ بیشتری دارند آن‌ها گلبرگ‌های این گل‌ها را در خاطر نگه می‌دارند. برای درک این موضوع دانشمندان از گل‌های مصنوعی استفاده کرده بودند. زنبورهای جوان قدرت یادگیری بیشتری نسبت به زنبورهای پیرتر دارند.